# Emoia laobaoense
Espèce
Emoia laobaoense est une espèce de sauriens de la famille des Scincidae.

## Répartition
Cette espèce est endémique de la province de Quảng Trị au Viêt Nam.

## Publication originale
- Bourret, 1937 : Notes herpetologiques sur l'Indochine française. XII. Les lezards de la collection du Laboratoire des Sciences Naturelles de l'Universite. Descriptions de cinq especes nouvelles. Bulletin Général de l'Instruction publique de Hanoï, p. 1-22, 23-39.